# رئیس علاسانی
رئیس علاسانی (انگلیسی: Reise Allassani؛ زادهٔ ۳ ژانویهٔ ۱۹۹۶) بازیکن فوتبال اهل بریتانیا است.
از باشگاه‌هایی که در آن بازی کرده‌است می‌توان به باشگاه فوتبال کاونتری سیتی اشاره کرد.
وی همچنین در تیم‌های ملی فوتبال England national under-16 football team، و England national under-16 football team، بازی کرده‌است.